# Diana Croce
Diana Macarena Croce García (Calabozo; 17 de abril de 1997) es una modelo y exreina de belleza venezolana. Primera finalista del Miss Venezuela 2016, titular de Miss Venezuela Mundo 2016 y representante de dicho país en el Miss Mundo 2016. Posteriormente, es designada Miss Venezuela Internacional 2017, por lo que acude Miss Internacional 2017 representando el país suramericano, donde obtuvo la clasificación como segunda finalista.

## Biografía y trayectoria
Diana Macarena Croce García nació en Caracas, el 17 de abril de 1997. Sus primeros años de vida transcurrieron en Calabozo. En el año 2012, con apenas 15 años gana el certamen Élite Model Look Venezuela. Es modelo profesional y ha modelado por grandes pasarelas, como por ejemplo, dos años consecutivos en el New York Fashion Week de la Mercedes Benz con diseños de Ángel Sánchez. Diana practica la equitación y el modelaje desde temprana edad.
Tiene una hija llamada Carlota.

## Miss Venezuela 2016
Diana participó en el Miss Venezuela 2016 que se llevó a cabo el 5 de octubre en Caracas, Venezuela representando al estado Nueva Esparta. En la Gala Interactiva obtuvo la banda de Miss Glamour. Y en la noche final compitió con otras 23 candidatas representantes de diversos estados del país, clasificando en top 2 del Miss Venezuela 2016, donde se destacó como primera finalista, solo superada por la eventual ganadora, Keysi Sayago de Monagas.

## Miss Mundo 2016
Diana Croce participó en el Miss Venezuela 2016, como representante del Estado Nueva Esparta, obteniendo el puesto de primera finalista, (virreina) por lo que fue designada para participar como representante de Venezuela en la 66.ª edición del certamen Miss Mundo Mundo que se llevó a cabo el 18 de diciembre en Washington D. C., Estados Unidos. Croce no logró clasificar en el top 20, ya que en esa edición no hubo top 40. Sin embargo cabe destacar que clasificó en la competencia de deporte y en su proyecto de Belleza con Propósito.

## Miss Internacional 2017
Como parte de sus responsabilidades como Miss Venezuela Internacional, Diana tuvo la oportunidad de representar al país en el Miss Internacional 2017 cuya final se llevó a cabo el 14 de noviembre de 2017 en la Sala municipal del Domo de Tokio en la ciudad homónima, capital de Japón, donde compitió con alrededor de 71 candidatas de diversos países y territorios autónomos para ser la sucesora de Miss Internacional 2016, Kylie Verzosa, de Filipinas. Diana se ubicó como segunda finalista del certamen; clasificando en el top tres de dicho concurso, junto con la participante de Curacao, quien fue primera finalista, y la ganadora, quien fue la representante de Indonesia.
Esta no sería la primera vez que una Miss Venezuela Mundo titular compite tras participar en el certamen mundial, ya que Miss Mundo Venezuela 2002, Goizeder Azua tras quedar entre las 10 primeras en el certamen Miss Mundo 2002, fue escogida para representar a Venezuela en el Miss Mesoamérica 2003 y finalmente en el Miss Internacional 2003 donde en ambos concursos ganó la corona.

## Cronología
| Predecesor: Andrea Chávez    | Elite Model Look Venezuela 2012         | Sucesor: Vanessa Pinto       |
| Predecesor: Génesis Saavedra | Miss Nueva Esparta 2016                 | Sucesor: Yerardy Montoya     |
| Predecesor: Anyela Galante   | Miss Venezuela Mundo 2016               | Sucesor: Ana Carolina Ugarte |
| Predecesor: Jessica Duarte   | Miss Venezuela Internacional 2016       | Sucesor: Mariem Velazco      |
| Predecesor: Felicia Hwang    | 2° Finalista en Miss Internacional 2017 | Sucesor: Reabetswe Sechoaro  |